# Siemens M55
Siemens M55 — сотовый телефон фирмы Siemens 2003 года стандарта GSM. Аппарат был анонсирован в 2002 году.
Выпускался в вариантах окраски Iridium (справа на фото), Palladium (на фото ниже) и Ion.

## Особенности
- С каждой стороны имеет по паре красных диодных индикаторов треугольной формы, выполняющих функцию визуального оповещения. Способ оповещения зависит от профиля вибросигнала (например, при выборе профиля «Москит» диоды мигают с повышенной частотой, а при профиле «Маяк» — очень медленно).
- Хотя аппарат и принадлежит к классу M телефонов Siemens, из защиты имеет лишь корпус из более прочного пластика. Такое решение было принято из-за возможной бесперспективности телефонов с повышенным уровнем защиты. То же самое коснулось и наличия возможности воспроизводить аудиофайлы формата MP3 и читать карты памяти для модели S55.

## Характеристики
| Общие характеристики                        | Общие характеристики |
| ------------------------------------------- | --- |
| Диапазоны частот                            | GSM 900, GSM 1800, GSM 1900 |
| Тип корпуса                                 | классический |
| Конструкция                                 | джойстик |
| Антенна                                     | встроенная |
| Вес                                         | 83 г |
| Размеры                                     | 101x46x21 мм |
| Звонки                                      | |
| Тип мелодий                                 | 16-голосная полифония, WAV |
| Виброзвонок                                 | есть |
| Редактор мелодий                            | есть, в виде Java-приложения |
| Связь                                       | |
| Интерфейсы                                  | УАПП (совместим с COM-портом) |
| Доступ в интернет                           | WAP2.0, GPRS8.0, POP/SMTP-клиент |
| Модем                                       | есть |
| Синхронизация с компьютером                 | есть |
| Сообщения                                   | |
| Дополнительные функции SMS                  | ввод текста со словарём, шаблоны сообщений, отправка SMS нескольким адресатам                                                           |
| MMS                                         | есть |
| EMS                                         | есть |
| Другие функции                              | |
| Громкая связь (встроенный динамик)          | есть |
| Управление                                  | голосовой набор, голосовое управление, голосовые метки                                                                                  |
| Автодозвон                                  | есть |
| Звуковая индикация времени разговора        | есть |
| Режимы кодирования звука HR, FR, EFR        | есть |
| Экран                                       | |
| Тип экрана                                  | цветной STN-экран, 4096 цветов |
| Размер изображения                          | число строк — 4, 101x80 пикс. |
| Русификация                                 | есть |
| Индикация                                   | стоимости разговора, времени разговора                                                                                                  |
| Мультимедийные возможности                  | |
| Встроенная фотокамера                       | нет |
| Диктофон                                    | 900 сек |
| Игры                                        | есть |
| Java-приложения                             | есть |
| Объём встроенной памяти                     | 1,87 МБ |
| Питание                                     | |
| Тип аккумулятора                            | Li-Ion |
| Ёмкость аккумулятора                        | 700 мАч |
| Время разговора                             | 5:00 ч: мин |
| Время ожидания                              | 250:00 ч: мин |
| Записная книжка и органайзер                | |
| Записная книжка в аппарате                  | 500 номеров |
| Обмен между SIM-картой и внутренней памятью | есть |
| Прямой (flash) набор                        | 8 номеров |
| Органайзер                                  | будильник, калькулятор, планировщик задач, календарь, таймер, секундомер, конвертер валют                                               |
| Дополнительная информация                   | |
| Комплектация                                | телефон, аккумулятор, сетевое з/у, инструкция, рекламный буклет                                                                         |
| Особенности                                 | профили пользователя, поддержка соединенных сообщений длиной до 760 символов, секундомер, группы абонентов, таймер, подключаемая камера |

## Похожие модели
- Nokia 3120
- Motorola C380
- Motorola C390
- Nokia 3100
- Siemens C60